# Kierleeuwenbek
Kierleeuwenbek (Chaenorhinum) is een geslacht van planten uit de weegbreefamilie (Plantaginaceae). Het geslacht komt met één soort, de kleine leeuwenbek (Chaenorhinum minus), in België en Nederland voor.

## Naamgeving en etymologie
- Synoniemen: Chaenorrhinum (DC.) Rchb., Hueblia Speta

De botanische naam Chaenorhinum is afkomstig van het Oudgriekse χαίνειν, chainein (openen) en ῥίς, rhis (snuit), naar de vorm van de bloem.

## Kenmerken
Kierleeuwenbekken zijn eenjarige of overblijvende planten. De bladeren zijn lijnvormig tot eirond, aan de basis tegenoverstaand. De bloeiwijze is een eindstandige tros of alleenstaande bloemen in de bladoksels. De bloemen lijken op die van leeuwenbek (Antirrhinum) en zijn voorzien van een bloemlip, een helm en een spoor. De kroon wordt niet volledig afgesloten door de lip, wat de botanische naam verklaard.

## Habitat en verspreiding
Kierleeuwenbekken komen vooral voor op droge, stenige plaatsen langs het Middellandse Zeegebied van Spanje tot Turkije. De kleine leeuwenbek wordt ook in België en Nederland gevonden.

## Taxonomie en fylogenie
Chaenorhinum is nauw verwant aan vlasleeuwenbek (Linaria).
Het telt, afhankelijk van de geraadpleegde bron, 20 tot meer dan 50 soorten.

### Geselecteerde soorten
- Chaenorhinum minus (L.) Lange (Kleine leeuwenbek)
- Chaenorhinum origanifolium (L.) Kostel. (Marjoleinbekje)

Acanthorrhinum · 
Achetaria · 
Adenosma · 
Albraunia · 
Amphianthus · 
Anarrhinum · 
Angelonia · 
Antirrhinum (Leeuwenbek) · 
Aragoa · 
Artanema · 
Asarina · 
Bacopa · 
Basistemon · 
Benjaminia · 
(Besseya) · 
Bougueria · 
Brookea · 
Bryodes · 
Bythophyton · 
Callitriche (Sterrenkroos) · 
Campylanthus · 
Chaenorhinum (Kierleeuwenbek) · 
Chelone (Schildpadbloem) · 
(Chionohebe) · 
Chionophila · 
(Cochlidiosperma) · 
Collinsia · 
(Conobea) · 
Cymbalaria · 
(Detzneria) · 
Digitalis (Vingerhoedskruid) · 
Dintera · 
Dizygostemon · 
Dopatrium · 
Ellisiophyllum · 
Encopella · 
Epixiphium · 
Erinus · 
Galvezia · 
Gambelia · 
Geochorda · 
Globularia (Kogelbloem) · 
Gratiola · 
Hebe · 
Hemiphragma · 
Herpestis · 
Hippuris · 
Holmgrenanthe · 
Holzneria · 
Howelliella · 
Hydrotriche · 
(Isoplexis) · 
Kashmiria · 
Keckiella · 
Kickxia (Stoppelleeuwenbek) · 
Lafuentea · 
Lagotis · 
Limnophila · 
Limosella · 
Linaria (Vlasleeuwenbek) · 
Littorella · 
Lophospermum · 
Mabrya · 
Maurandella · 
Maurandya · 
Mecardonia · 
Melosperma · 
Microcarpaea · 
Misopates · 
Mohavea · 
Monocardia · 
Monopera · 
Monttea · 
Neogaerrhinum · 
(Neopicrorhiza) · 
Nothochelone · 
Nuttallanthus · 
Otacanthus · 
Ourisia · 
Paederota · 
(Parahebe) · 
Penstemon (Penstemon) · 
Philcoxia · 
Picria · 
Picrorhiza · 
Plantago (Weegbree) · 
Poskea · 
Psammetes · 
Pseudorontium · 
Rhodochiton · 
Russelia · 
Sairocarpus · 
Schistophragma · 
Schweinfurthia · 
Scoparia · 
Scrofella · 
Sibthorpia · 
Stemodia · 
(Synthyris) · 
Tetranema · 
Tetraulacium · 
Tonella · 
Uroskinnera · 
Veronica (Ereprijs) · 
Veronicastrum · 
Wulfenia · 
Wulfeniopsis